# آبشار کولا د کابالو
آبشار کولا د کابالو (به انگلیسی: Cola de Caballo) آبشاری است که در مکزیک واقع شده و ارتفاع کلی ریزشگاه آن ۲۵ متر (۸۲ فوت) است.